# Caecilia guntheri
La cecilia de Günther (Caecilia guntheri) es una especie de anfibio de la familia Caeciliidae. En Ecuador se ha encontrado un ejemplar que posee 1,6 metros de longitud, lo que convierte a la cecilia de Günther en el miembro más grande de la familia Caecilidae.
Se encuentra en Colombia y Ecuador.
Sus hábitats naturales son montanos húmedos tropicales o subtropicales.